# ۱۰۲۶ (خورشیدی)
۱۰۲۶ هزار و بیست و ششمین سال هجری خورشیدی است.

## مناسبت‌ها
- ۲۷ دی - پارلمان بلند انگلستان، بیانیه رای بدون نام و نشان را تصویب کرد، که بر‌اساس آن مذاکرات با شاه چارلز اول پایان پذیرفت و این‌ رویداد جرقه شروع فاز دوم جنگ داخلی انگلستان بود.
- ۱۰ بهمن - پیمان مونستر میان دو دولت جمهوری هلند و اسپانیا بسته‌شد.

## زادگان
- شاه سلیمان صفوی ، (درگذشت: ۱۰۷۳)، هشتمین پادشاه صفوی.